# Фріпорт (переписна місцевість, Мен)
Фріпорт (англ. Freeport) — переписна місцевість (CDP) в США, в окрузі Камберленд штату Мен. Населення — 1700 осіб (2020).

## Географія
Фріпорт розташований за координатами 43°51′25″ пн. ш. 70°6′9″ зх. д. / 43.85694° пн. ш. 70.10250° зх. д. (43.857051, -70.102593).  За даними Бюро перепису населення США в 2010 році переписна місцевість мала площу 4,44 км², уся площа — суходіл.

## Демографія
Згідно з переписом 2010 року, у переписній місцевості мешкало 1485 осіб у 710 домогосподарствах у складі 357 родин. Густота населення становила 334 особи/км².  Було 792 помешкання (178/км²).
Расовий склад населення:
| - 88,4 % — білих - 6,7 % — азіатів - 1,1 % — чорних або афроамериканців - 0,7 % — корінних американців |

До двох чи більше рас належало 2,4 %. Частка іспаномовних становила 1,2 % від усіх жителів.
За віковим діапазоном населення розподілялося таким чином: 21,3 % — особи молодші 18 років, 62,0 % — особи у віці 18—64 років, 16,7 % — особи у віці 65 років та старші. Медіана віку мешканця становила 42,2 року. На 100 осіб жіночої статі у переписній місцевості припадало 80,7 чоловіків;  на 100 жінок у віці від 18 років та старших — 73,7 чоловіків також старших 18 років.
Середній дохід на одне домашнє господарство  становив 78 731 долар США (медіана — 58 036), а середній дохід на одну сім'ю — 85 369 доларів (медіана — 73 684). За межею бідності перебувало 3,0 % осіб, у тому числі 0,0 % дітей у віці до 18 років та 3,3 % осіб у віці 65 років та старших.
Цивільне працевлаштоване населення становило 658 осіб. Основні галузі зайнятості: освіта, охорона здоров'я та соціальна допомога — 49,2 %, роздрібна торгівля — 15,0 %, мистецтво, розваги та відпочинок — 10,5 %.